# موتسومی تامورا
موتسومی تامورا (انگلیسی: Mutsumi Tamura; ۱۹ ژوئن ۱۹۸۷ – ) صداپیشه اهل ژاپن بود. وی از سال ۲۰۰۷ میلادی تاکنون مشغول فعالیت بوده‌است.